# Gerbille hespérine
Gerbillus hesperinus
Espèce
Statut de conservation UICN

 EN B1ab(iii)+2ab(iii) : En danger
La Gerbille hespérine (Gerbillus hesperinus ou Gerbillus (Gerbillus) hesperinus) est une espèce qui fait partie des rongeurs. Cette gerbille de la famille des Muridés est une espèce en danger, endémique du Maroc.